# Алфонс Муха
Вижте пояснителната страница за други личности с името Муха.
Алфонс Мария Му̀ха (Alfons Maria Mucha, Alphonse) (24 юли 1860 – 14 юли 1939) е виден чешки живописец, плакатист, декоратор, приложник, един от най-видните представители на ар нуво.

## Биография

### Ранни години
Муха е роден в южноморавското градче Иванчице, тогава част от Австрийската империя, на 24 юли 1860 година в семейството на потомствения лозар Андрей Муха и втората му съпруга (първата починала) Амалия Муха, дъщеря на богат мелничар. След като родила на съпруга си още две дъщери Амалия също починала. Вдовецът се отдал на възпитанието и образованието на децата си, което за времето си, за сам родител, било лукс.
Алфонс проявява интерес към фолклора, източните религиозни традиции и славянския национализъм (Панславизъм) в условията на „германизиране“ на чешкото население от страна на Хабсбургите. Показал певчески талант още в ранна възраст, през 1871 г. става хорист в катедралата „Св. Петър“ в столицата на южноморавския регион, Бърно. Той започва да учи и в местния лицей, който така и не завършва. Четири години по-късно той се завръща в родния си град. Баща му обяснява този му неуспех с разклатеното му здраве, но архивите на лицея говорят за „нагли лъжи“ и чести пропуски на богослуженията. Алфонс имал добри оценки единствено по рисуване и пеене. Но освен това, вече седемнадесет годишен, гласът му бил мутирал и се наложило да напусне катедралния хор.
В Иванчице започва работа като чиновник, продължавайки уроците си по рисуване, които междувременно е започнал. Прави неуспешен опит да бъде приет в художествената академия в Прага, от където обявяват, че е лишен от талант, след което заминава за Виена, където от 1879 г. работи за фирма, занимаваща се със сценични декори. Междувременно посещава и вечерни уроци по рисуване, прескачайки от Бърно до Виена. Скоро фирмата за която работи, фалира и Муха се залавя с улични портрети, ескизи, стенни инкрустации.

### Юношество и зрялост
Три години по-късно, след пожар в театър „Бург“, Муха заминава за Микулов, Моравия, където се захваща свободно с рисуване на портрети и декоративни творби. Там се запознава с първия си покровител, граф Карл Хен-Беласи, който го наема да възстанови стенописите в замъка „Хрушовани Емахоф“, кръстен така в чест на графинята, Ема. Именно тя служи като вдъхновение на младия художник-любител. Графът остава впечатлен от работата на художника и скоро Муха започва да го придружава в пътешествията му из Северна Италия и Тирол, където работи и в замъка на брата на Хен-Беласи. Междувременно благодарение на ходатайството на графа, започва да посещава Мюнхенската художествена академия. Там той застава начело на Асоциацията на славянските художници.
През 1888 г. Муха започва да посещава академията „Жулиен“ и академията „Колороси“ в Париж, работейки междувременно като художник на реклами и илюстратор на списания. Поради финансови затруднения граф Хен-Беласи спира финансирането му и той се оказва в окаяно финансово положение. През 1892 година е нает от едно издателство да илюстрира многотомната „История на Германия“.
Муха започва работа в печатницата на Льомерсие. На 26 декември 1894 г. директора ѝ, Морис дьо Брунхоф, идва при художника с молба от актрисата Сара Бернар. Предстои ѝ да постави постановката „Жизмонда“ на Викториен Сарду, който е и приятел на Бернар, в „Театъра на Ренесанса“ и спешно ѝ трябва плакат, който да бъде разлепен на 1 януари. Муха, който до този момент не е правил подобно нещо, се заема с нелеката задача. На другия ден представя проекта в маслени бои пред директора, който обаче не е във възторг. По онова време много видни художници работят в областта на плаката, като Шере и Лотрек, и творбата на Муха не приличала на тези на нито един от тях. Те обичали наситените цветове и греещото керемиденочервено. Плакатът на Муха бил с нестандартен формат (тесен и висок), а Жизмонда – цялата в бяло и далеч не в ярки тонове. Ала пищният откъм орнаментировка, стилизиран дизайн на плаката, както и стройната и царствена фигура на Сара Бернар (каквато тя далеч не била), облечена в царски византийски одежди, носи на Муха шестгодишен договор с актрисата. Именно тази му творба прави живописеца известен. Продуктивността на някои от множеството именити колеги на Муха в областта на плаката била поразителна. Шере например е автор на над хиляда плаката. Така била въведена модата да се колекционират най-добрите. Плакатът на „Жизмонда“ става толкова популярен и търсен, че Бернар разпорежда да се разлепят само част от поръчаните четири хиляди бройки. Останалите били продадени на колекционерите.
Муха започва да работи по редица плакати в стил, станал по-късно известен с името ар нуво. Работите му са белязани от един основен мотив: красивите, млади жени, облечени в ефирни облекла с неясни очертания, поставени в обкръжение от цветя, често преминаващи в арабески и ореоли около главите им, както и с буйни, неестествено дълги коси, извиващи се в елегантно стилизирани ластари. Скоро много художници започнали да го имитират, ала никой не постигнал неговия голям усет към детайла и завидни способности в боравенето със сложна и гъсто преплетена орнаментировка.
През 1897 г. списанието „Журнал на Художниците“ организира в Galerie La Bodinière първата самостоятелна изложба на Муха. Каталогът, за чийто увод е използвано писмо на Сара Бернар, включвал 107 творби. Втората му изложба по-късно същата година с над 400 работи е организирана от „Salon des Cent“ и е представена в няколко европейски града. Година по-късно Муха вече дава уроци по рисуване в академията „Кармен“. За да получи вдъхновение и да почерпи нови и разнообразни сюжети за творбите си той пътува из Испания и Балканите. Пътуването му до Балканския полуостров има и друга цел – получава поръчка да изпълни цялостното художествено оформление на павилиона на Босна и Херцеговина за Световното изложение в Париж. За целта той посещава Босна и се запознава с обичаите, културата и хората на тази страна. Именно там Муха получава особено патриотично вдъхновение и решава да увековечи историята на славянските народи с цикъл от мащабни творби.
През 1900 г. договорът му с Бернар изтича. Същата година две-годишния му труд за павилиона на Босна на Световното изложение е увенчан със сребърен медал и истинско международно признание. Това голямо събитие включва и ред други негови работи, включително няколко бронзови фигури и бижута, проектирани за бижутера Жорж Фуке. Фуке наема Муха, за да изработи интериорния дизайн на неговия бутик. В тази си работа, продължила една година, художника обединява декоративната скулптура и живопис със стъклописта и ред бронзови аплици, създавайки изключително екзотична обстановка. С дизайна на бутика „Фуке“ Муха показва способности и в постигането на синтез на изкуствата. Тази негова творба не просъществува дълго. След 1923 г. тя става жертва на ред обновления в интериора.
През 1904 г. Муха е поканен да посети САЩ, за изпълнението на няколко задачи, с цел финансиране на бавно развиващият се негов проект за серията картини с патриотична насоченост. Освен това там той преподава известно време.
През 1906 г. в Прага Муха се жени за своята 22-годишна ученичка и съотечественичка, пловдивчанката Мари Хитилова, с която се запознава в Париж. До края на живота му тя се превръща в неговата любима муза и причина да оглави Дружеството за чехословашко-българска взаимност, учредено през 1923 година.
След концерт на Бостънската филхармония през 1908 г., на който е изпълнена симфоничната поема „Вълтава“ на Бедржих Сметана, той решава да се посвети изцяло на славянската история и култура. Същата година той приема да декорира новооснования немски театър в Ню Йорк. Там през следващата година се ражда и дъщеря му Ярослава.
През 1910 г. Муха се завръща от Америка и се установява в Прага. Там наема ателие и апартамент в замъка „Збирох“ в западна Бохемия. В Прага декорира Театъра на изящните изкуства и други градски забележителности. До 1913 г. той ежегодно пътува до Париж, за да прекара част от годината там. На следващата година избухва Първата световна война и Муха се посвещава изцяло на работата си върху патриотичния цикъл, вече носещ името „Славянската епопея“. За нея той получава и финансова помощ от американския милионер Чарлз Ричард Крейн. С края на войната през 1918 г. Чехословакия печели своята независимост при разпадането на Хабсбургската империя. Муха се заема с дизайна на пощенски марки, банкноти и ред държавни документи.
През октомври 1928 г. той представя официално на Прага и чешкия народ серията от двадесет монументални платна „Славянска епопея“, сред които и „Цар Симеон Български – Зорница на славянската писменост“. Повечето от тях са с внушителните размери 8,10 x 6,10 метра.
През 1931 г. Муха проектира прозорец за новия параклис към катедралата „Св. Вит“ в Прага. Освен това продължава с дизайна на нова емисия банкноти на Чехословашката република. Четири години по-късно той публикува мемоарите си. В същата година Musée du Jeu de Paume, Париж, организира изложба с творби на Муха и Франтишек Купка.

## Последни години
Когато през март 1939 година войските на Нацистка Германия навлизат в Чехословакия, Алфонс Муха все още е достатъчно влиятелна и известна личност, въпреки че неговото изкуство, колкото и да е впечатляващо, вече не е „ново“ за критиката. Това е достатъчен повод той да е един от първите арестувани от Гестапо. След като е разпитан, е пуснат, но вече е болен сериозно.
На 14 юли 1939 г., след тежко прекарана пневмония, Алфонс Мария Муха умира на 78-годишна възраст, десет дни преди 79-тата си годишнина. От Мари има две дъщери и син. Последната творба, която оставя като проникновено послание към славянските народи, е „Славянската клетва за обединение“.
Макар и да губи популярността си за известно време, през 60-те години на 20 век Муха повлиява движението на стакистите.
Скъпият и уникален подарък, цикълът „Славянска епопея“, който Муха подарява на град Прага, е труден дори само за съхраняване след началото на Втората световна война. От началото ѝ до 1963 година картините са били практически недостъпни. Оттогава насам „Славянска епопея“ има своя постоянна изложба в замъка Моравски Крумлов (Moravský Krumlov).
На 3 януари 1989 чешкият астроном Антонин Миркош именува открит от него астероид (5122) Муха.

## Славянска епопея
- Славянска епопея
- Славянска епопея No.1: Славяни в първата си родина (1912)
- No.2: Празненство на Свентовит (1912)
- No.3: Въвеждане на славянска литургия в Моравия (1912)
- No.4: Цар Симеон I Български (1923)
- No.5: Крал Пршемисъл Отакар II Бохемски (1924)
- No.6: Коронацията на сръбския цар Стефан Душан (1926)
- No.7:Милич Кромьержишки (1916)
- No.8: Господин Ян Хус проповядва във Витлеемската капела (1916)
- No.9: Кржишки събор (1916)
- No.10: След боя при Грюнвалд (1924)
- No.11: След боя при Витков (1916)
- No.12: Петър Хелчицки (1918)
- No.13:Хуситския крал Иржи Подебради (1923)
- No.15: Печатане на Библията в Кралице в Иванчице (1914)
- No.16: Ян Амос Коменски (1918)
- No.17: Света Гора Атонска (1926)
- No.18: Клетва на Омладина под Славянското дърво (1926)
- No.19: Премахване на крепостничеството в Русия (1914)
- No.20: Апотеоз на славяните (1926)